# Мідвейл (Огайо)
Мідвейл (англ. Midvale) — селище (англ. village) в США, в окрузі Таскарвас штату Огайо. Населення — 673 особи (2020).

## Географія
Мідвейл розташований за координатами 40°26′9″ пн. ш. 81°22′12″ зх. д. / 40.43583° пн. ш. 81.37000° зх. д. (40.435841, -81.370110).  За даними Бюро перепису населення США в 2010 році селище мало площу 1,97 км², уся площа — суходіл.

## Демографія
Згідно з переписом 2010 року, у селищі мешкали 754 особи в 279 домогосподарствах у складі 201 родини. Густота населення становила 383 особи/км².  Було 291 помешкання (148/км²).
Расовий склад населення:
| - 98,0 % — білих - 0,8 % — чорних або афроамериканців |

До двох чи більше рас належало 0,8 %. Частка іспаномовних становила 1,2 % від усіх жителів.
За віковим діапазоном населення розподілялося таким чином: 29,0 % — особи молодші 18 років, 60,3 % — особи у віці 18—64 років, 10,7 % — особи у віці 65 років та старші. Медіана віку мешканця становила 33,7 року. На 100 осіб жіночої статі у селищі припадало 98,9 чоловіків;  на 100 жінок у віці від 18 років та старших — 98,1 чоловіків також старших 18 років.
Середній дохід на одне домашнє господарство  становив 57 776 доларів США (медіана — 50 357), а середній дохід на одну сім'ю — 61 479 доларів (медіана — 51 979). Медіана доходів становила 48 984 долари для чоловіків та 22 500 доларів для жінок. За межею бідності перебувало 16,0 % осіб, у тому числі 20,9 % дітей у віці до 18 років та 7,3 % осіб у віці 65 років та старших.
Цивільне працевлаштоване населення становило 400 осіб. Основні галузі зайнятості: виробництво — 26,0 %, мистецтво, розваги та відпочинок — 14,0 %, освіта, охорона здоров'я та соціальна допомога — 13,5 %.